# Motorsport

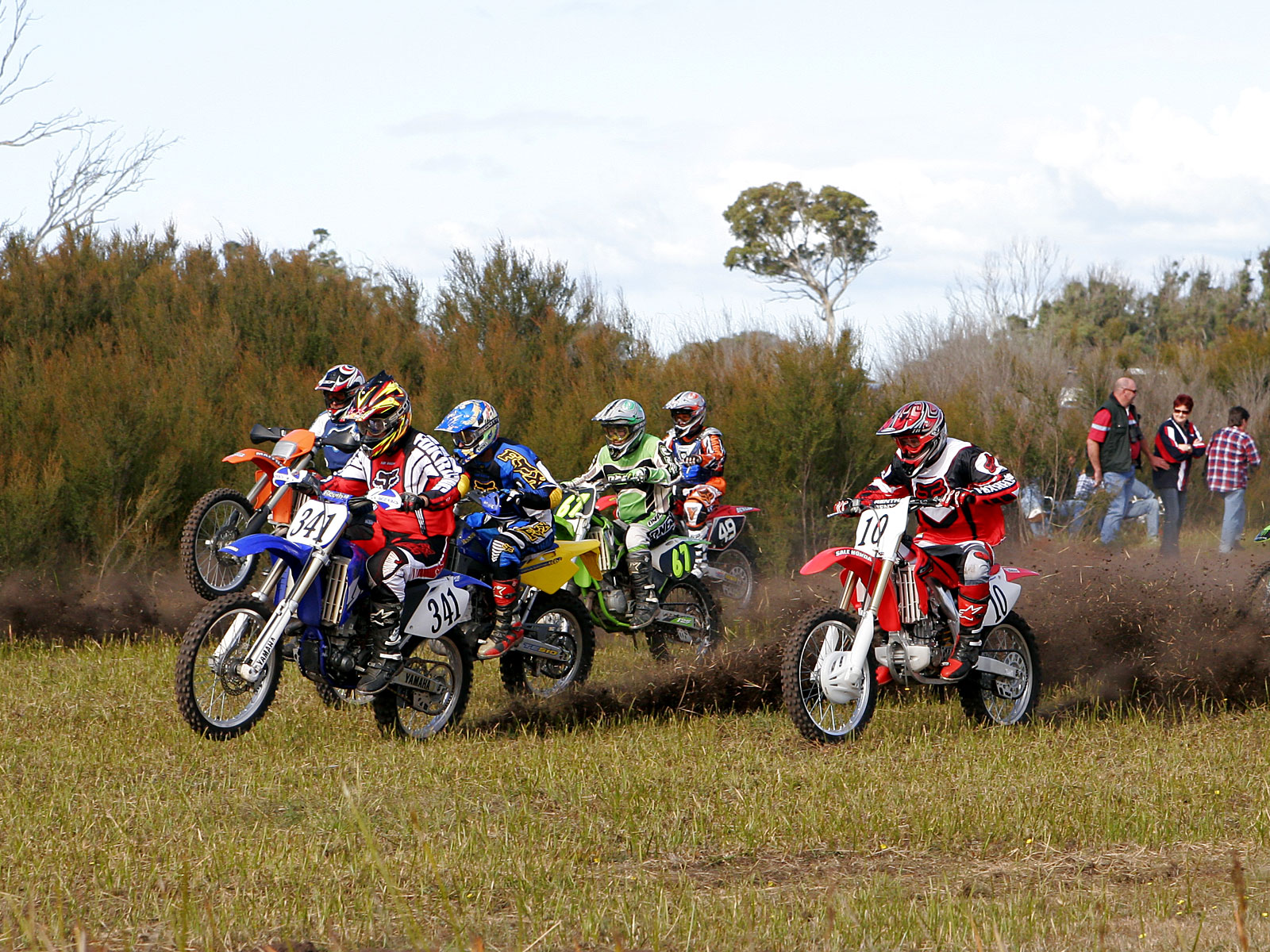
Motorcross

Tot motorsport wordt gerekend iedere tak van sport die bedreven wordt op een twee- of driewielig voertuig dat door een motor wordt aangedreven.

## Takken van motorsport
- Board track race
- dirttrack
- dragrace
- enduro
- quadsport
- grasbaanrace
- ijsrace, ijsspeedway
- Moto Gymkhana
- motorcross
- motorsprint
- motorvoetbal
- shorttrack
- speedway
- trial
- wegrace
- woestijnrally
- zandbaanrace